# 西南唐松草
西南唐松草（学名：Thalictrum fargesii），为毛茛科唐松草属下的一个植物种。